# 神魂神社

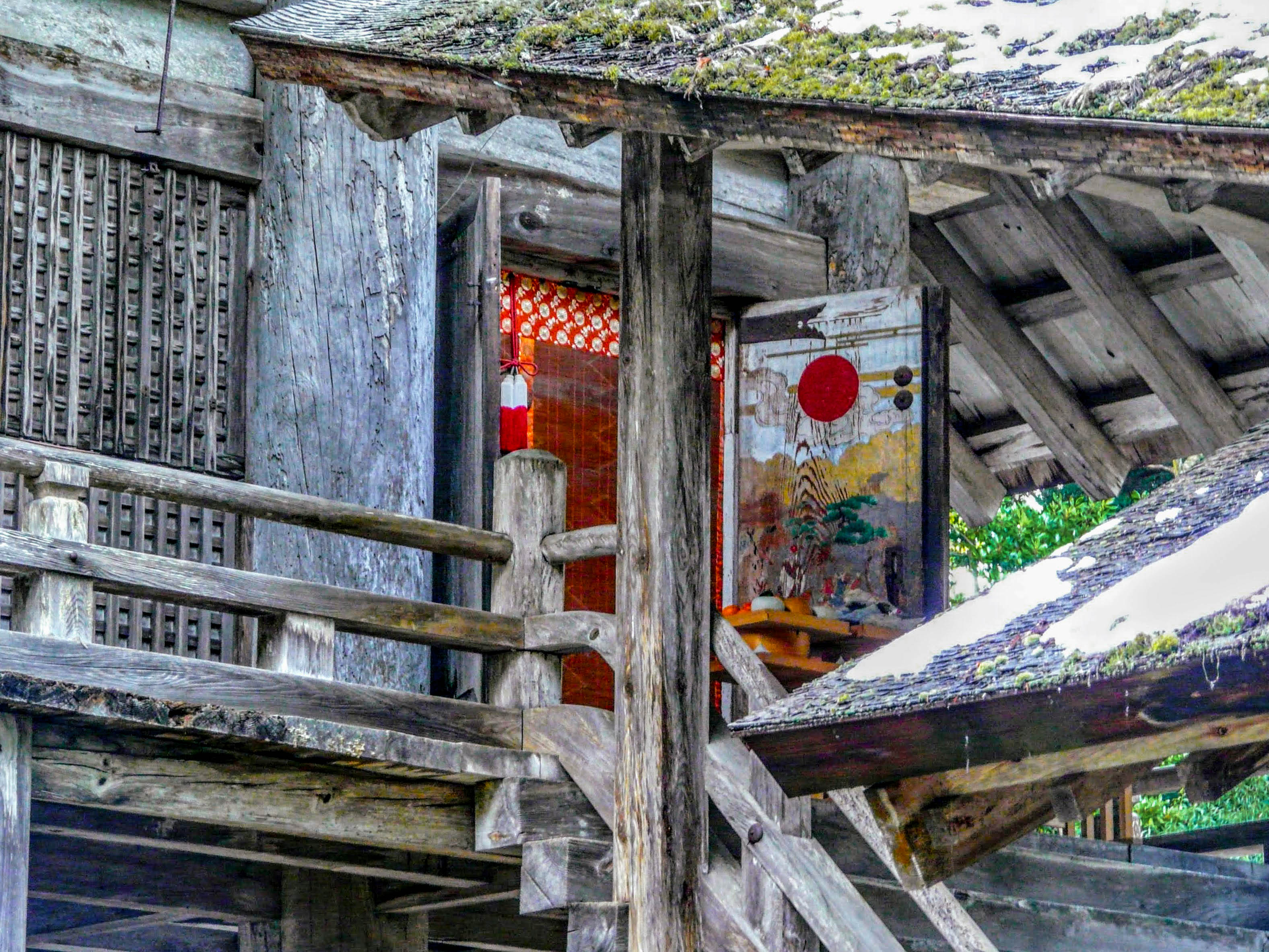
本殿の彩色鮮やかな扉絵（日の扉）

神魂神社（かもすじんじゃ）は、島根県松江市大庭町にある神社である。旧社格は県社で、意宇六社の一社。本殿は現存する日本最古の大社造りで国宝。地元では「神魂さん」、「大庭の大宮さん」と呼ばれ、大庭大宮、神納神社の別名もある。

## 概要・歴史
社伝によれば、出雲国造の大祖・天穂日命がこの地に天降って創建したと伝わるが、『延喜式神名帳』、国史や『出雲国風土記』に当社が出現しない。その理由として、出雲国造家が、自らの祖神を大庭にあった邸内で私的に祀り祭祀を行ったていた、または邸内に祀っていた社が起源であった可能性が強く、そのため文献に記載がなかったと考えられる。やがて現在地に勧請され、近隣住民の信仰を集める形となったと考えられている。文献における初見は承元2年（1208年）の鎌倉将軍家下文であり、実際の創建は平安時代中期頃とみられている。
神魂神社のある大庭（おおば）は、出雲の国分寺、国府に近く古代出雲の政治、交通、経済の中心地であり、天穂日命の子孫の出雲国造が住んだと伝わり、出雲国造は出雲大社の宮司家となるが、出雲国造として25代まで当社に奉仕していた。延暦17年（798年）以降、郡司兼務を禁じられ、大庭に別邸を残したまま、現・出雲大社のある杵築（きつき）に居を移すが、出雲国造家の代替わりのときに行われる「神火相続式（おひちぎしき）」、「古伝新嘗祭」の祭祀は、明治初年まで当社に参向して行われており、また大庭の別邸も明治初年まで神魂神社の社頭近くに存在していた。
出雲大社近傍にある意宇六社（熊野大社、真名井神社、揖夜神社、六所神社、八重垣神社、神魂神社）は、出雲国造家の緩い支配下にあったとされ、幕末まで神職の免許、社殿の造営、遷宮には、出雲国造家が関わっていたとされる。特に神魂神社は、他社に比して出雲国造家の強い支配下にあり、享保20年（1735年）の『神魂社規式』に、神社の神主は出雲国造の名代として奉仕する者と記されている。また出雲国造家が、明和9年（1772年）ごろ京都の柳原家へ宛てた書状『出雲両国造家代書状』などによると、神魂神社は出雲大社の摂社であり、神主や別火などの神職は、出雲国造の下司とされ、神魂神社は独立した神社と見なされていなかったことが窺える。
経済的基盤として、鎌倉初期には、出雲国造家は神社の北西付近を神魂神社神領として所有し、地頭職を兼ねていた。天正13年（1585年）には、吉川元春などから86石ほどの祭田が与えられ、慶長6年（1601年）には、新・国主の堀尾氏から、71石4斗の社領が寄進を受け、寛永15年（1638年）にも新・国主の松平直政からも寄進をうけ、計221石4斗の社領を所有するようになり、幕末まで社領は安堵され、出雲国内では、出雲大社の2730石、日御碕神社の1280石に継ぐ石高となっている。

## 祭神
主祭神
- 伊弉冊大神

配祀神
- 伊弉諾大神

祭神については、神魂神社神主を世襲で努めた秋上家の文書によると、中世末期から近世初期ごろに、上記の祭神とすることが多く、それ以前の祭神は不明である。時代が下って寛文年間ごろの新嘗会祝詞には、熊野大神・大己貴命などの神名が見えるが、当社の創始が出雲国造家の私的祭祀や邸内の社と考えられ、出雲国造家と関わりの深い熊野大社や出雲大社に深く関わる祭神であったからと考えられる。また社名から、出雲氏族の一つの神魂命が元の祭神であったとも考えられている。

## 神紋
二重亀甲に「有」の文字。

## 境内
- 一の鳥居
- 二の鳥居
- 本殿 - 国宝（後述）
- 拝殿

境内社
- 歳徳神 - 二の鳥居脇に鎮座する
- 杵築社 - 祭神：神素嗚嗚尊、葦原醜男命
- 伊勢社 - 祭神：天照大神、月夜見神
- 熊野社 - 祭神：速玉男命、事解男命、菊理姫命
- 御釜宮 - 天穂日命が、高天原から御釜に乗って大庭の里に現れたという伝説により、御釜神事が行われる。
- 荒神社 - 祭神：興津彦命、他2柱
- 外山社 - 祭神：鸕鷀草葺不合尊、他1柱
- 貴布祢稲荷両神社 - 貴布祢社祭神：闇龗神。稲荷社祭神：倉稲魂神。重要文化財。
- 武勇社 - 祭神：経津主命、他2柱
- 蛭子社 - 祭神：蛭子命
- 秋葉社

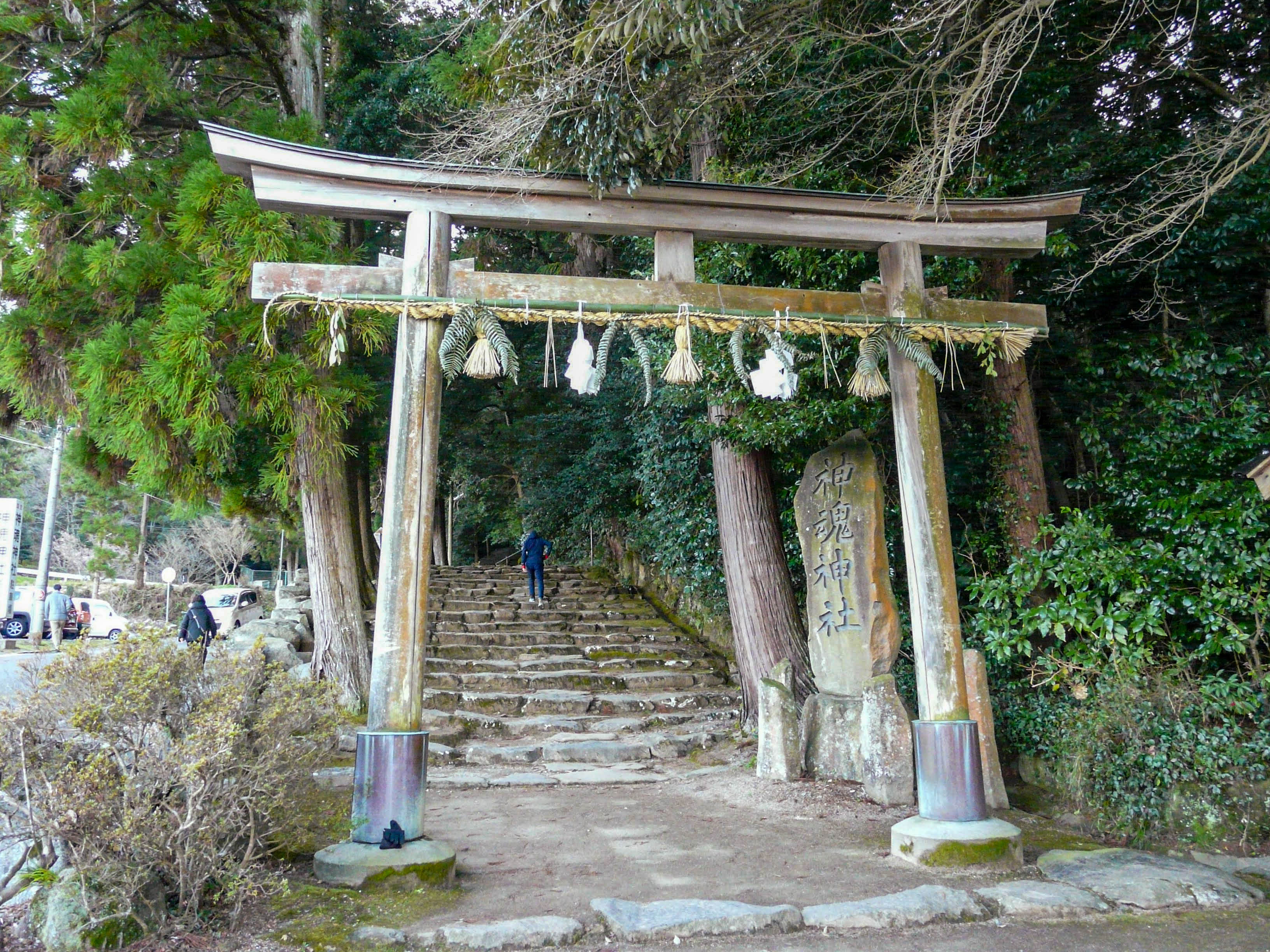
二の鳥居と社号標
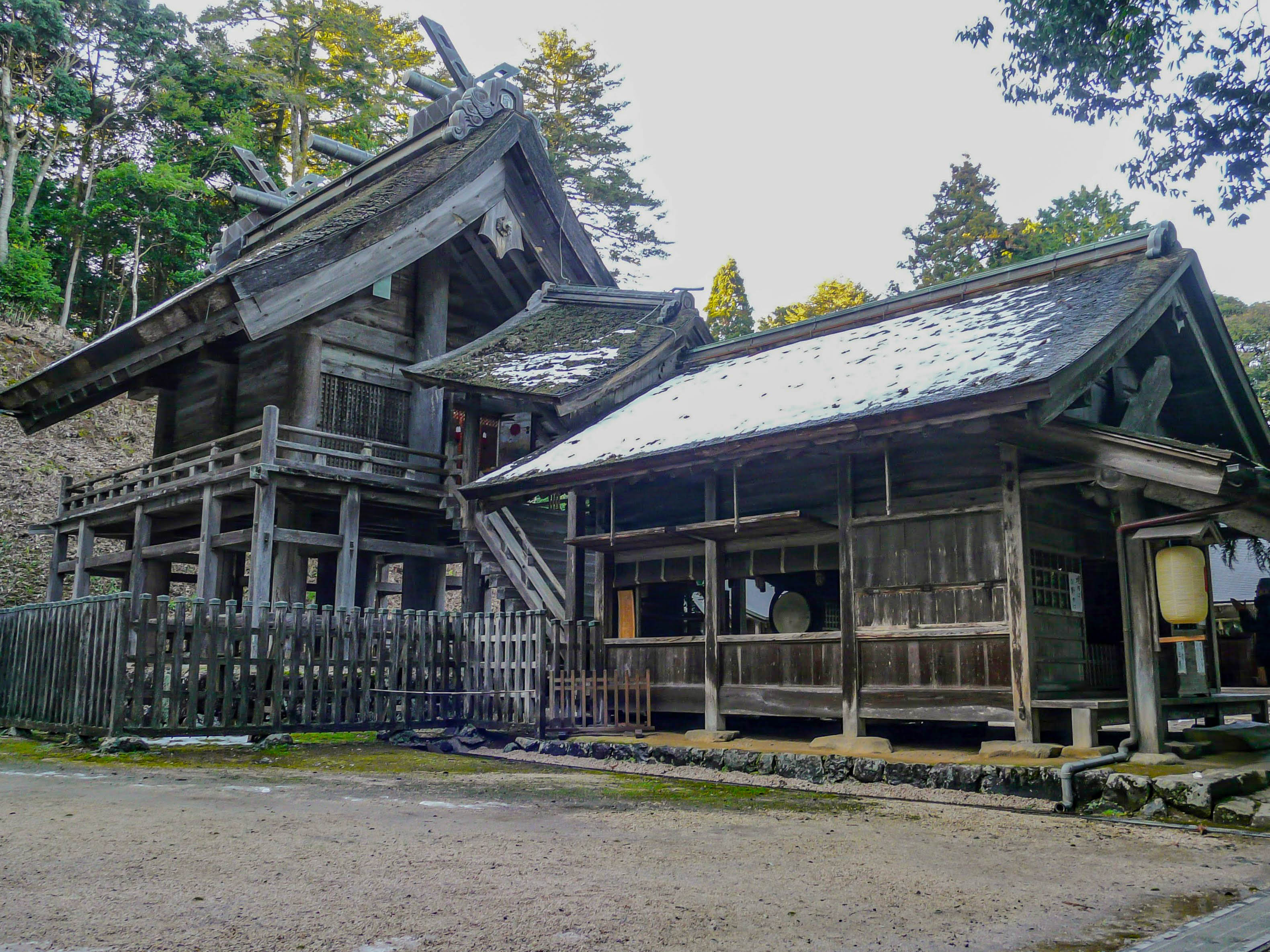
拝殿（右）と本殿（左）
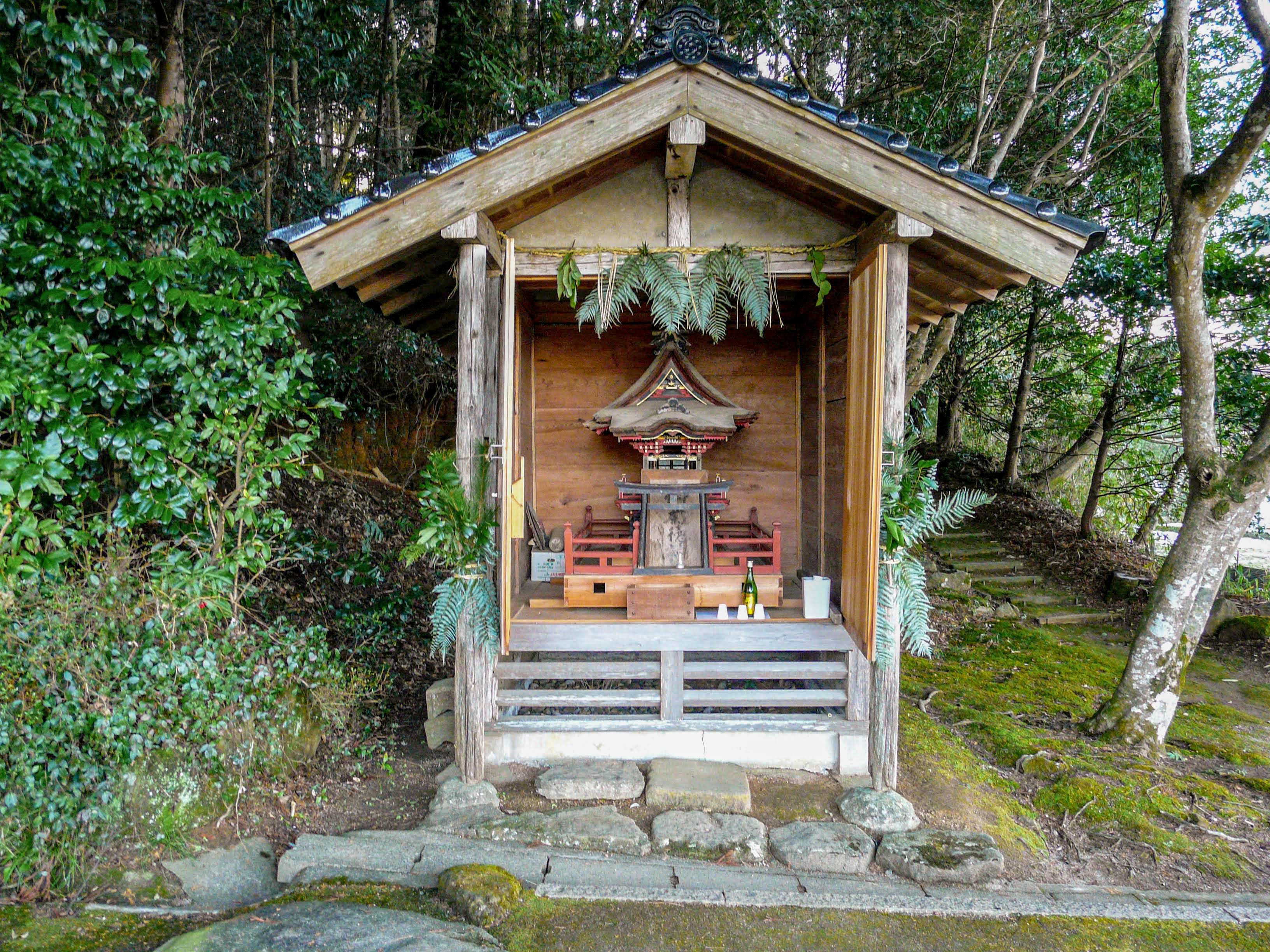
二の鳥居脇にある歳徳神
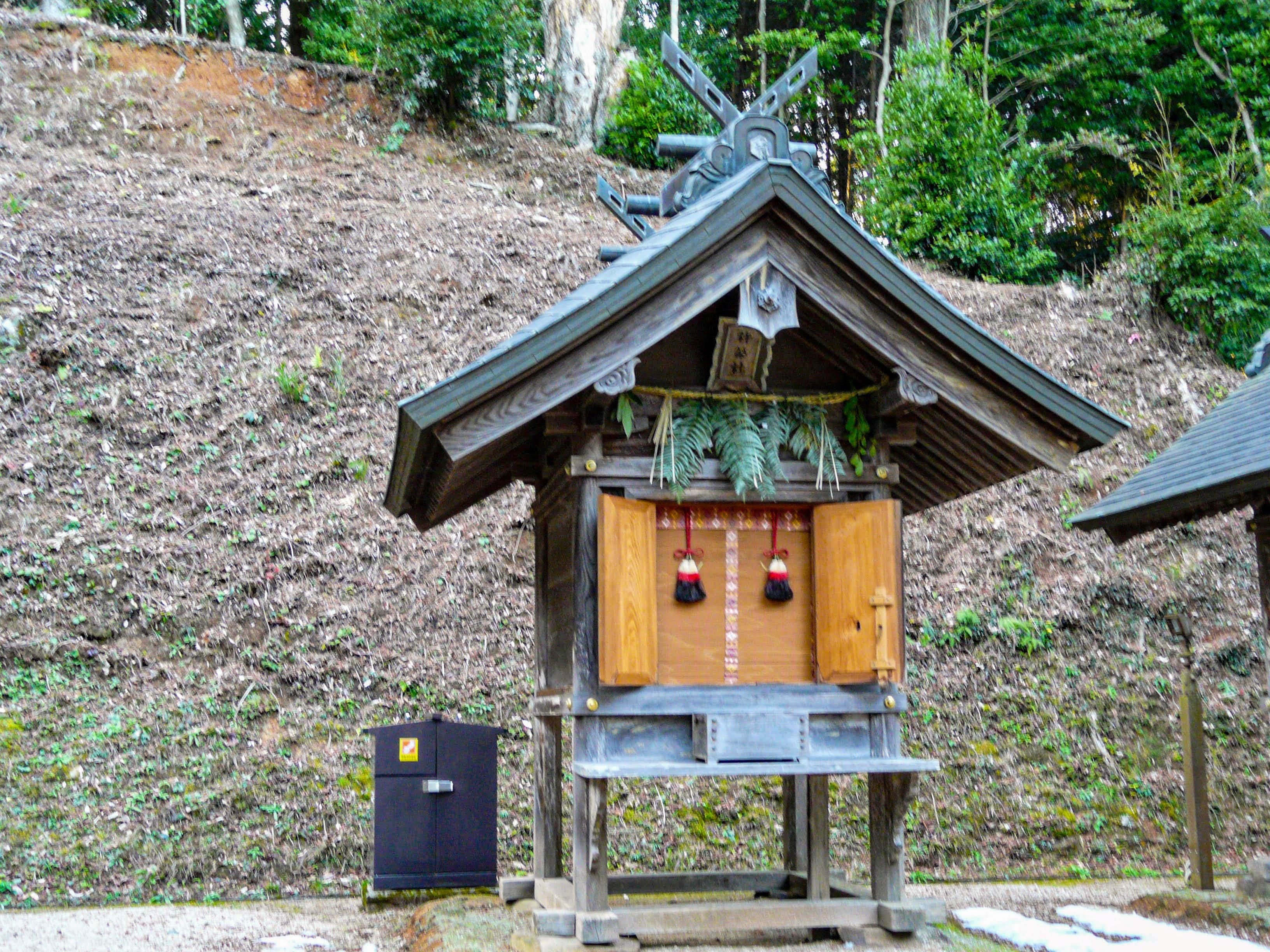
杵築社
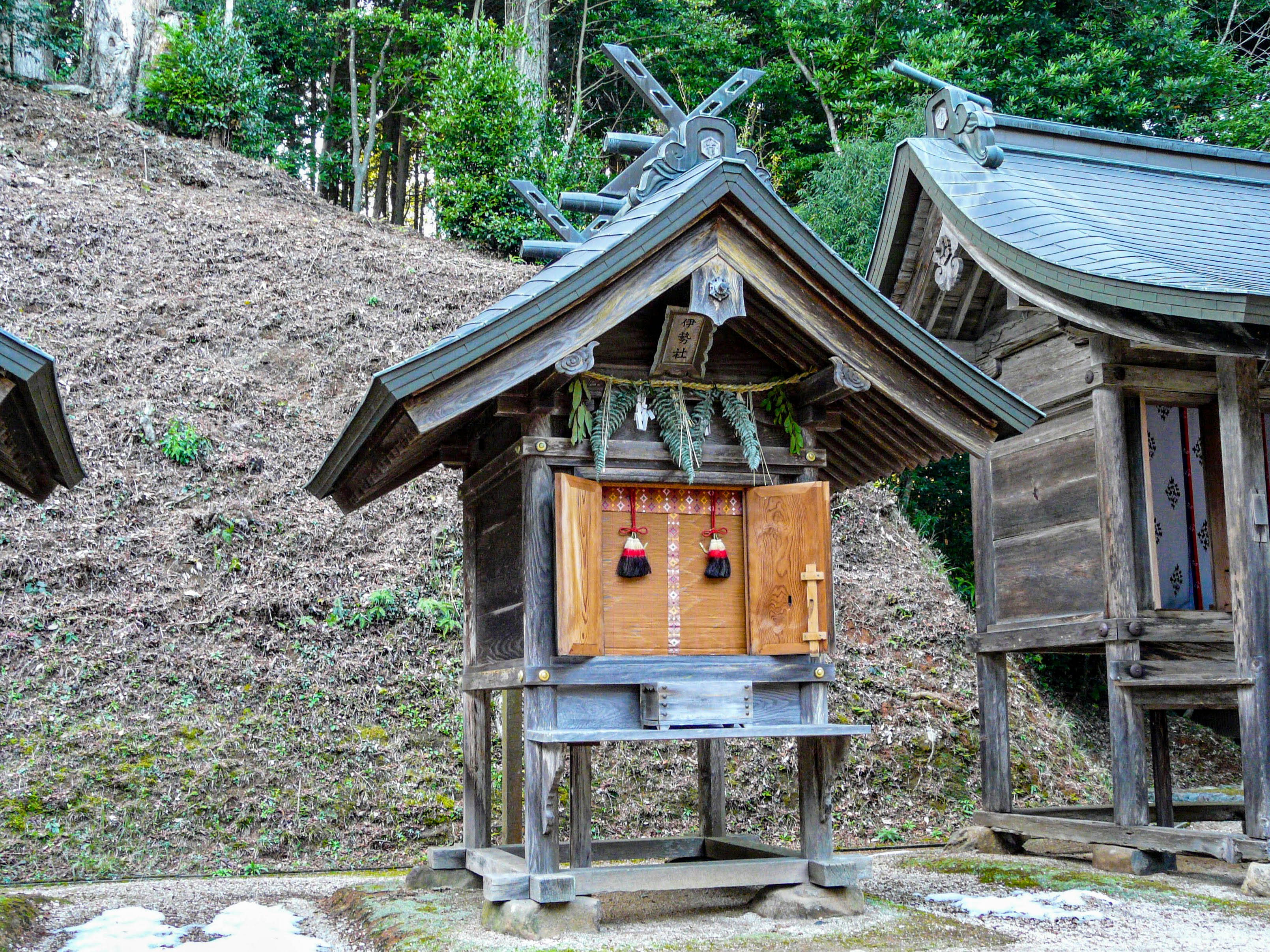
伊勢社
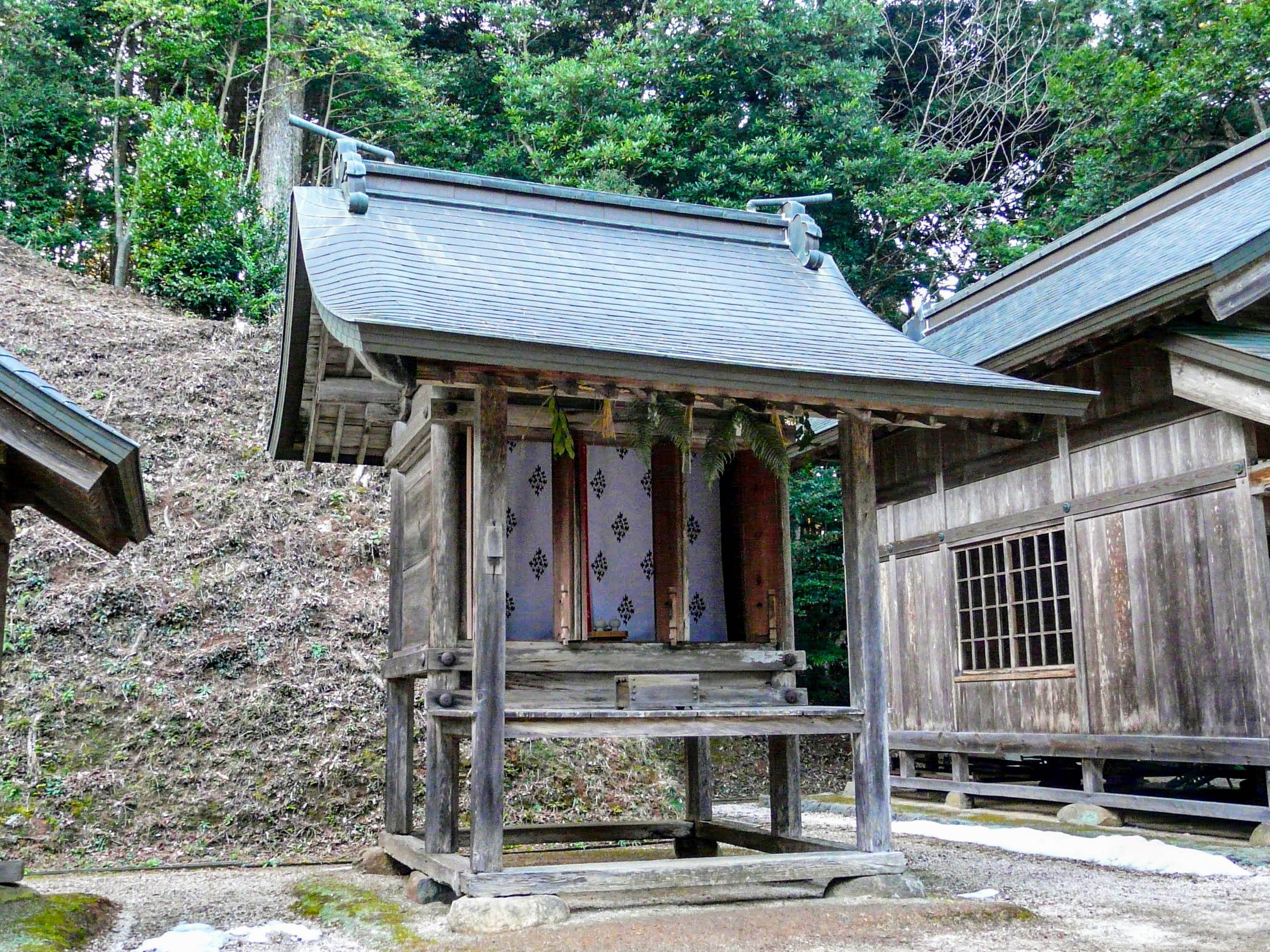
熊野社
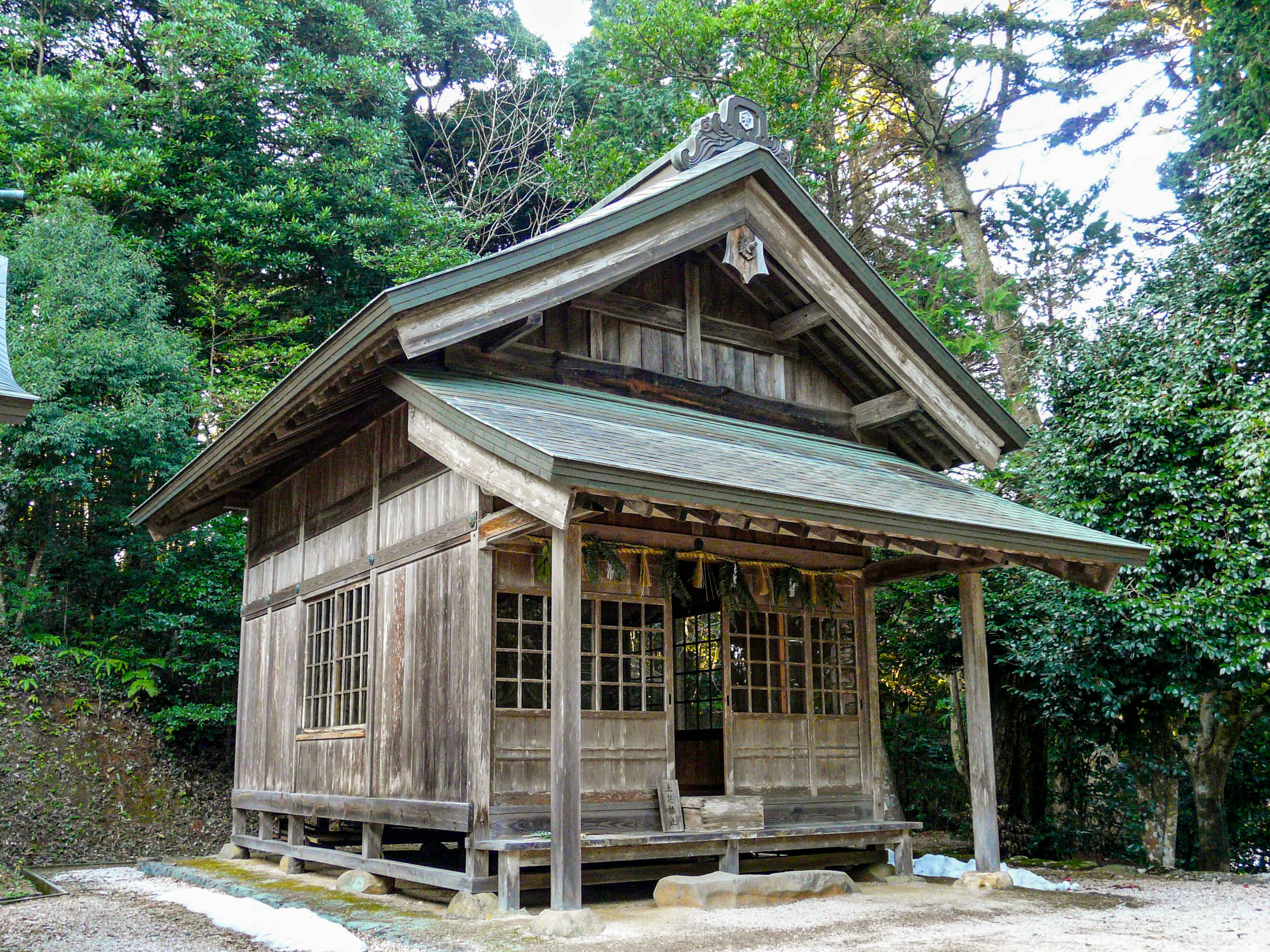
御釜宮
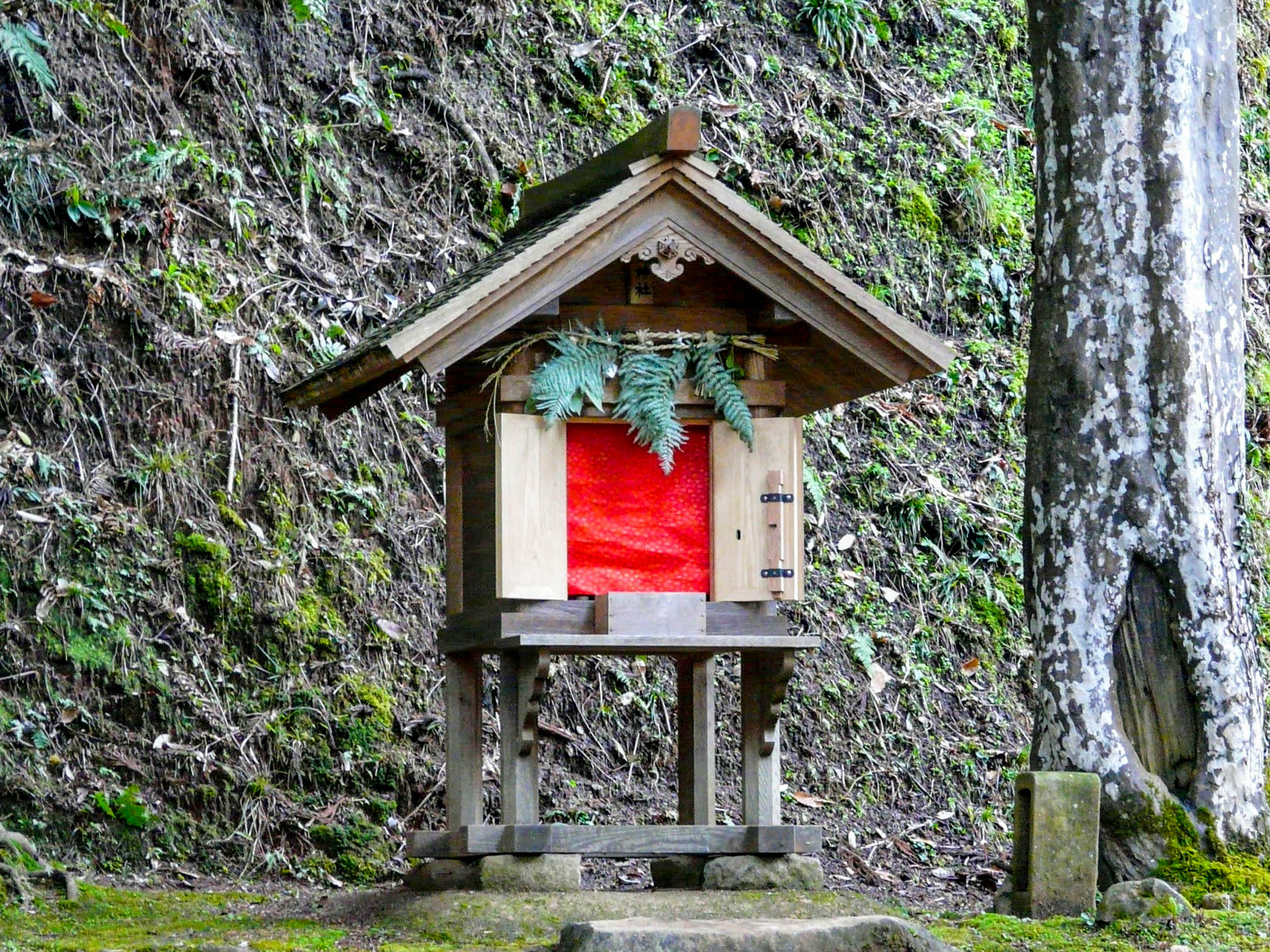
荒神社
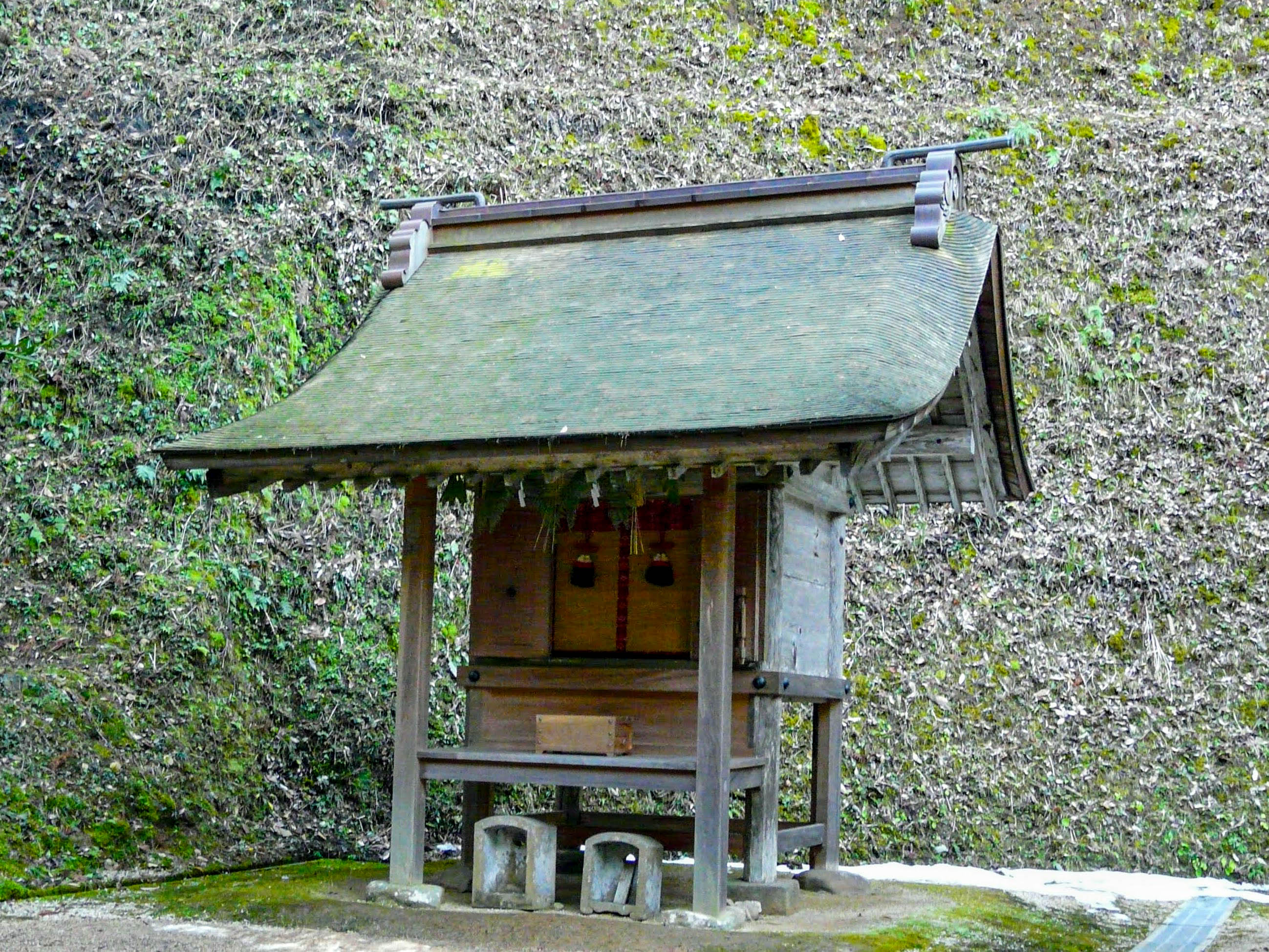
外山社
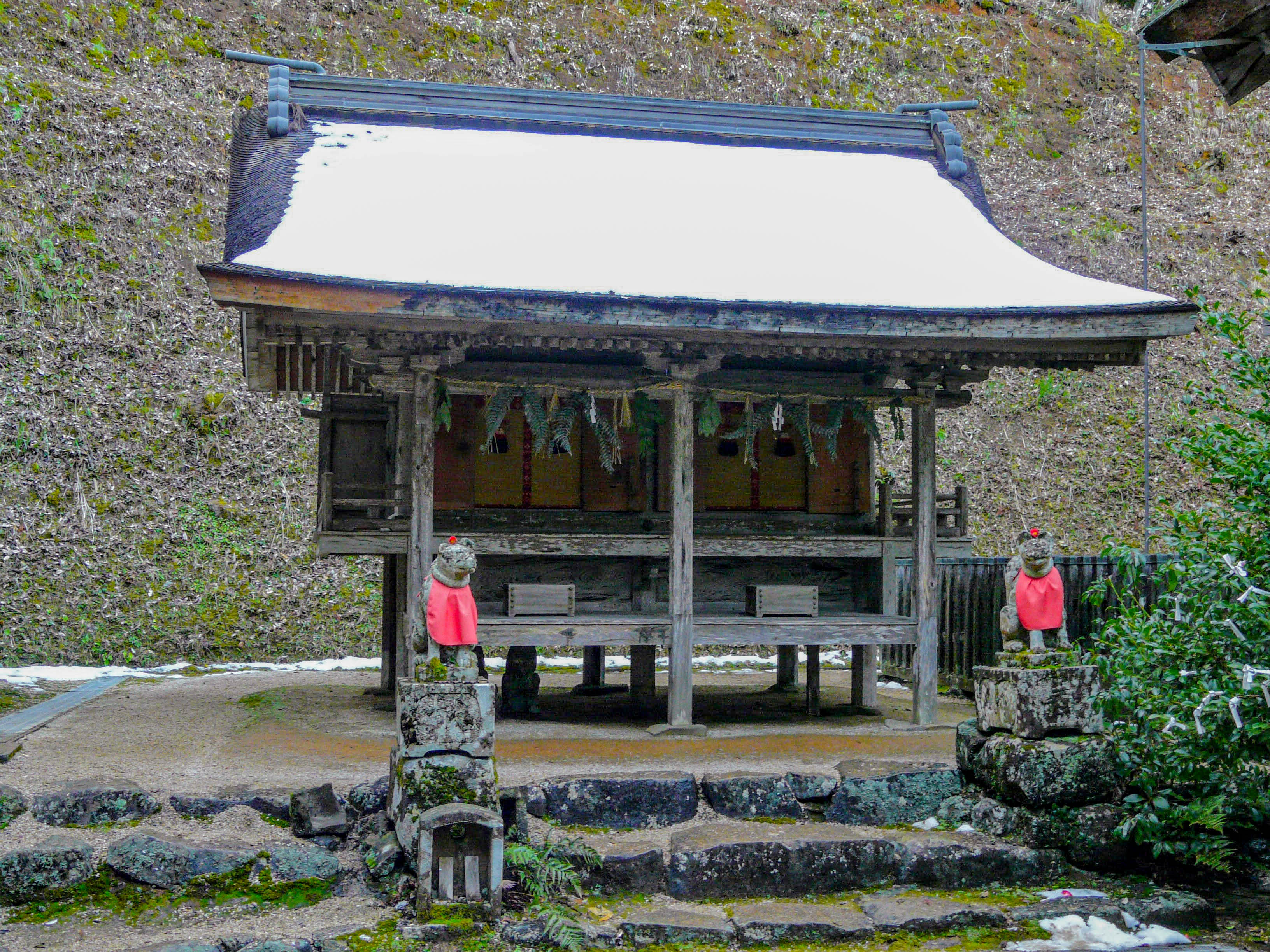
貴布祢稲荷両神社

## 本殿（国宝）
本殿は国宝に指定され、心御柱古材に「正平元年丙戌十一月日」の墨書銘がある。柱古材は、正平元年（1346年）の柱と考えられるが、社殿は落雷により消失したため、現在の社殿は天正11年（1583年）に古式に則って再建されたものである。室町時代の造営形態を引き継ぐ神魂神社本殿は、出雲大社よりも古い形式の大社造りをよく保存し、出雲国（島根県東半部）にのみ分布する大社造のなかの最古の遺構である。
出雲大社本殿に類似するが、規模は小さく広さは約5.5 メートル四方、切妻造り、妻入りの東向き、正面の右側に階段があり、内部は畳敷き。屋根は栃拭き、3本の鰹木と「女千木」と呼ばれる内削ぎの千木が乗る。本殿内の梁や柱は丹塗で、鏡天井に八雲、中央の梁に竜と雲が描かれ、8ケ所の壁面に、狩野山楽、土佐光起による彩色豊かな絵が描かれ、正面入り口の本殿向かって左の扉は「月の扉」、右の扉は「日の扉」とよばれ、それぞれ満月と太陽が昇る舞楽の図が扉内側に描かれている。扉は祭礼の日に開けられるため、舞楽の図を見ることができる。本殿外壁は丹塗がされていないが、内部に丹塗が残ることから、かつて外壁にも丹塗が施されていたと考えられている。
入口の階段は出雲大社と同様に正面に向かって右にあるが、殿内の中心に建つ心御柱（しんのみはしら）と脇の板壁および神座の位置と向きは、出雲大社とは反対になっており、大社造には男造（おづくり）・女造（めづくり）と呼ばれる二つの内部構造があり、出雲大社は男造、神魂神社は女造となる。

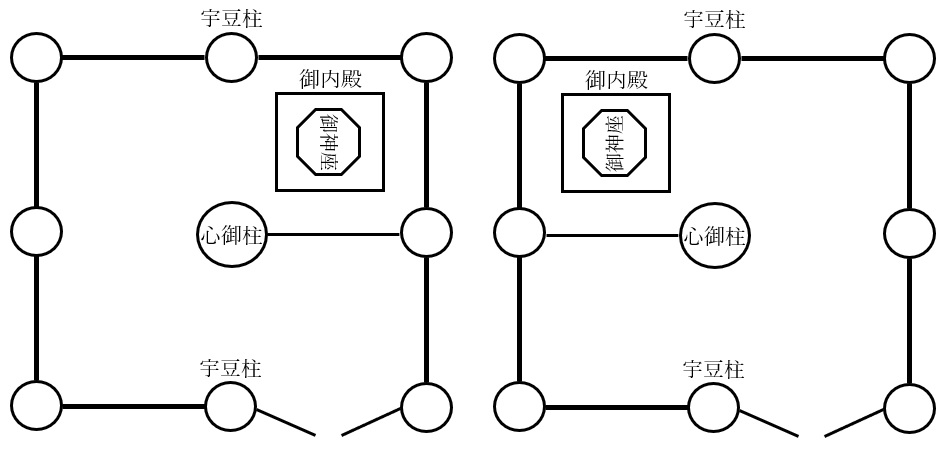
本殿模式図　左：男造の出雲大社本殿、右：女造の神魂神社本殿

## 主な行事
以下の神事が行われる。
- 4月18日 - 祈念祭、神火相続（火継式）
- 10月18日 - 例祭
- 11月11日 - 神在祭
- 12月13日 - 新嘗祭、御釜神事

## 神事・神火相続
神火相続式（おひちぎしき）は、「火継式」ともよばれ、出雲国造が、世襲し代替わりするときの、聖職者継承の方法を伝える特殊神事である。神人融合・合一の儀礼で、聖火で調理した御飯と一夜酒を神々に奉献してから食すことで、神々の霊威や生命力を頂き、神職としての権威が充足される。神火相続式の現存する最古の記録が、天正12年（1357年）に残る。
出雲国造家では、現・国造が逝去すると、亡き父である国造の葬儀をすることなく、嗣子は直ちに神魂神社に参詣し、一昼夜のうちに神火相続の儀式を行うが、新・国造と神魂神社の秋上神主2名のみで本殿の内殿に参籠し行われる。神事が無事終了すると、直ちに神火相続成就の飛脚をたて、出雲大社へ報告し、その後、国造の葬儀を執り行ったとされる。

## 伝承
慶長9年（1604年）、出雲国松江藩の藩主となった堀尾忠氏は、城地選定のため、島根郡や意宇郡の調査をしていた。7月下旬、意宇郡の大庭大宮（神魂神社）に参拝したが、この時に神主を呼び出して「当社には小成池があると聞いた。見物したい」と伝えたが、神主は禁足地であるとして断った。しかし忠氏は国主として見なければならないと主張し、神主は案内人を連れて忠氏を池の近くまで行き、そこからは忠氏が1人で行った。そして帰って来た時に忠氏は顔色が紫色になっており、富田城に帰ってから自らの行為に後悔し、程なく病床について、8月4日に吉晴に先立って病死した。一説にはニホンマムシにかまれたためともいう。

## 文化財

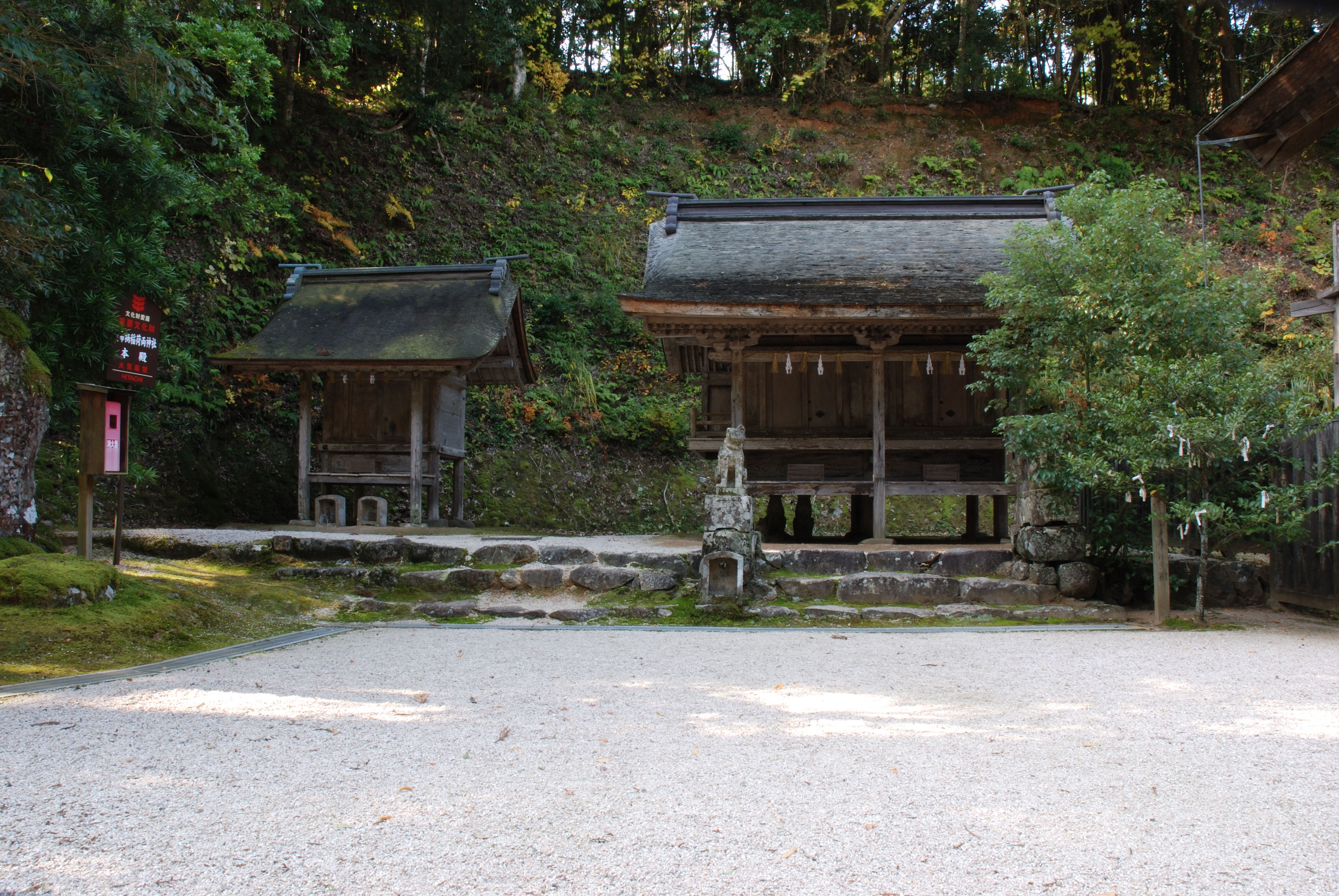
貴布祢稲荷両神社（右）

### 国宝
建造物
- 神魂神社本殿 附：内殿 1基、心御柱古材 1箇 - 1952年（昭和27年）3月29日指定。

### 重要文化財
建造物
- 神魂神社末社貴布祢稲荷両神社本殿 - 1952年（昭和27年）3月29日指定。

天正11年（1356年）建立、二間社流造、こけら葺。

### 県指定
工芸品
- 色々威腹巻 附：袖鎧1双 - 昭和51年4月30日指定。

室町時代中期作

## 交通
- JR松江駅から市バスかんべの里（神魂神社）行きで25分。終点下車。
- JR松江駅から一畑バス八雲行きで18分、風土記の丘入口下車徒歩10分
- JR松江駅からタクシーで15分
- 本神社を起点とする島根県道248号神魂神社線が国道432号まで伸びている。

### 関連文献
- 『日本のやしろ』美術出版社、1965年。doi:10.11501/2506065。
- 田辺泰『日本建築 社寺篇』 6巻、彰国社、1943年。doi:10.11501/8798174。